# کلودیا گراوی
کلودیا گراوی (فرانسوی: Claudia Gravy‎؛ زادهٔ ۱۲ مهٔ ۱۹۴۵) بازیگر کنگویی اهل کنگوی بلژیک است که بعدها به تابعیت اسپانیا درآمد.
از فیلم‌ها یا برنامه‌های تلویزیونی که وی در آن نقش داشته‌است، می‌توان به آکتئون و شب پادشاهان اشاره کرد.